# Michel Molart
Michel Molart (Dieppe, 1641 - Dieppe, 1713) fou un gravador i medallista de coure francès.
Anomenat sobre 1677 a París, amb el seu compatriota Jean Mauger (1648-1712), per François Michel Le Tellier, marquès de Louvois, va gravar tota la història del rei Lluís XIV de França. Aquesta obra va ser molt apreciada pels entesos perquè el príncep li va permetre a l'autor reservar-se i apropiar-se d'un duplicat, cosa que no havia estat concedida a ningú altre.
Va fer dos Cristos de bronze que es convertiren en obres mestres. Una de les obres li fou encarregada per la ciutat de Dieppe per fer un regal, però en lloc de donar-li les 2000 lliures que ell demanava, només li volien donar 1500; aleshores, Mollart la va trencar en presència dels que li van portar l'oferta, dient que no eren dignes de tenir les seves obres.
Entre les obres que actualment es conserven a diversos museus es troben Louis XIV in Allegorical Armor al MET (Metropolitan Museum of Art) a Nova York, les monedes i medalles de la Galería d'Art de la Universitat Yale a New Haven (Connecticut) o la medalla de bronze de Luis XIV al Museo Lázaro Galdiano a Madrid.